# Dana Rettke
Dana Lynn Rettke (Riverside, 21 de enero de 1999) es una jugadora de voleibol profesional estadounidense que juega para el Eczacıbaşı Dynavit en la Sultanlar Ligi turca. Jugó voleibol universitario en la Universidad de Wisconsin-Madison y es la primera cinco veces miembro del Primer Equipo Asociación Estadounidense de Entrenadores de Voleibol en la historia universitaria. Rettke también fue miembro del equipo nacional de EE. UU. y ganó honores Big Ten en cada una de sus cinco temporadas universitarias, fue la Atleta Femenina del Año Big Ten 2019-20 y la ganadora 2021-2022 del Premio Honda Sports de voleibol femenino.

## Carrera

### Selección nacional
Rettke formó parte del Equipo Nacional Universitario de Voleibol de EE. UU. de 2018. En mayo de 2019, Rettke fue seleccionada para el equipo nacional femenino de voleibol de los Estados Unidos para la Liga de Naciones de Voleibol Femenino FIVB 2019 en Nanjing, China. Compitiendo en cinco partidos, Rettke ayudó a los EE. UU. a ganar el oro en la Liga de Naciones. Luego, en agosto, Rettke compitió con el Equipo de EE. UU. en el Torneo de Clasificación Olímpica Intercontinental de Voleibol Femenino FIVB 2019, en el que el Equipo de EE. UU. se clasificó para los Juegos Olímpicos de Verano de 2020.  Jugó para el equipo de los Juegos Olímpicos de París 2024 que ganó la medalla de plata.

### Club
Después de su carrera en Wisconsin, firmó para jugar voleibol profesional con el equipo italiano A1, Vero Volley Milano en 2022. Rettke firmó con el club turco Eczacıbaşı Dynavit en mayo de 2024.